# Междуреченск (городское поселение)
Междуреченск — административно-территориальная единица (административная территория пгт с подчинённой ему территорией) и муниципальное образование (городское поселение с полным официальным наименованием муниципальное образование городского поселения «Междуреченск») в составе муниципального района Удорского в Республике Коми Российской Федерации.
Административный центр — пгт Междуреченск.

## История
Статус и границы административной территории установлены Законом Республики Коми от 6 марта 2006 года № 13-РЗ «Об административно-территориальном устройстве Республики Коми».
Статус и границы городского поселения установлены Законом Республики Коми от 6 марта 2006 года № 13-РЗ «Об административно-территориальном устройстве Республики Коми».

## Население
| 2010  | 2011  | 2012  | 2013  | 2014  | 2015  | 2016  |
| ----- | ----- | ----- | ----- | ----- | ----- | ----- |
| 1525  | ↘1516 | ↘1444 | ↘1377 | ↘1303 | ↘1280 | ↘1250 |
| 2017  | 2018  | 2019  | 2020  | 2021  | 2024  |       |
| ↘1223 | ↘1221 | ↘1171 | ↘1161 | ↘1099 | ↘1021 |       |

## Состав
Состав административной территории и городского поселения:
| № | Населённый пункт | Тип населённого пункта      | Население |
| - | ---------------- | --------------------------- | --------- |
| 1 | Междуреченск     | пгт, административный центр | ↘994      |
| 2 | Селэгвож         | посёлок                     | #Н/Д      |